# سیارک ۱۰۰۶۱
سیارک ۱۰۰۶۱ (به انگلیسی: 10061 Ndolaprata، نامگذاری:1988PG1) ده هزار و شصت و یکمین سیارک کشف شده‌است که در ۱۱ اوت ۱۹۸۸ کشف شد.
قدر مطلق سیارک برابر ۲۶٫۹ است.